# Япеєв Асилгарай Султангараєвич
Япе́єв Асилгара́й Султангара́євич (*26 серпня 1929, село Марі-Булярово, Муслюмовський район, Татарстан) — російський стоматолог, доктор медичних наук (1993), професор (1994), заслужений винахідник Удмуртії (1995).
В 1963 році закінчив Казанський державний медичний інститут. В 1981—1982 роках був завідувачем курсом, з 1993 року завідувач кафедрою терапевтичної стоматології ІДМІ-ІДМА. Основні напрямки наукових досліджень — профпатологія в стоматології, профілактика та лікування захворювань зубів.
Автор понад 100 друкованих робіт, в тому числі монографії, має 7 винаходів. Запропонував створення регіонального науково-виробничого комплексу з розробки, виробництва та реалізації гостродефіцитних стоматологічних діагностичних та лікувально-профілактичних засобів, виробництво на базі природних лікувальних ресурсів Удмуртії. Голова товариства лікарів-стоматологів Удмуртії.

### Твори
- Кислотный некроз зубов//Медицина. М., 1974. (у співавт.)
- Изучение влияния минеральных кислот на развитие экспериментального кариеса//Стоматология. 1977. № 4.